# SchwarzWeiss
SchwarzWeiss ist das vierte Soloalbum des Hamburger Rappers Samy Deluxe. Es erschien am 29. Juli 2011 über das Label EMI als Standard- und Deluxe-Edition. Am 2. Dezember 2011 wurde es, inklusive der EP Up2Date, als Doppelalbum wiederveröffentlicht.

## Vermarktung
Am 16. Juni 2011 kündigte Samy Deluxe auf seiner Homepage sein neues Studioalbum SchwarzWeiss an. Vor und während der Veröffentlichung des Albums stellte der Rapper in regelmäßigen Abständen 13 kurze Videos mit dem Namen Acapella der Woche sowie vier Videos unter dem Motto One Take Wonder ins Internet.

## Covergestaltung
Das Albumcover ist, passend zum Titel, in schwarz-weiß gehalten. Es zeigt eine seitliche Zeichnung von Samy Deluxe’ Kopf. In den beiden oberen Ecken des Bildes stehen die Schriftzüge SamyDeluxe und SchwarzWeiss in schwarz.

## Gastbeiträge
Auf lediglich zwei Liedern des Albums treten neben Samy Deluxe andere Künstler in Erscheinung. So wird der Refrain des Songs Zurück zu Wir von dem Rapper Max Herre gesungen. In dem Track Vater im Himmel singt J-Luv den Refrain. Die Jazz-Band DUS-TI beteiligte sich an mehreren Tracks des Albums.

## Titelliste
| Professionelle Bewertungen | Professionelle Bewertungen |
| -------------------------- | -------------------------- |
| Kritiken                   |                            |
| Quelle                     | Bewertung                  |
| laut.de                    | [ 3 ]                      |
| rap.de                     | [ 4 ]                      |

| #  | Titel                  | Gastbeiträge | Länge |
| -- | ---------------------- | ------------ | ----- |
| 1  | SchwarzWeiss Anfang    |              | 1:44  |
| 2  | Intro                  |              | 1:44  |
| 3  | Poesie Album           |              | 3:50  |
| 4  | Ego                    |              | 4:15  |
| 5  | Eines Tages            |              | 4:54  |
| 6  | Wer wird Millionär     |              | 4:39  |
| 7  | Strassen Musik         |              | 5:44  |
| 8  | Zurück zu Wir          | Max Herre    | 3:28  |
| 9  | Keine wahre Geschichte |              | 4:28  |
| 10 | RapGenie               |              | 2:40  |
| 11 | Allein                 |              | 3:33  |
| 12 | Doppelt VIP            |              | 5:04  |
| 13 | Vater im Himmel        | J-Luv        | 3:52  |
| 14 | Hände hoch             |              | 2:58  |
| 15 | SchwarzWeiss           |              | 4:16  |
| 16 | Unbeschriebenes Blatt  |              | 5:48  |

| #  | Titel          | Gastbeiträge | Länge |
| -- | -------------- | ------------ | ----- |
| 17 | Stolz auf mich |              | 4:20  |
| 18 | Höhenflug      |              | 3:33  |

## Chartplatzierungen und Singles
Das Album stieg in der 33. Kalenderwoche des Jahres 2011 direkt auf Platz 1 in die deutschen Charts ein, womit es dem Rapper erstmals gelang, die Spitzenposition zu erreichen. In den folgenden Wochen belegte SchwarzWeiss die Plätze 3 und 4. Insgesamt hielt sich der Tonträger 14 Wochen in den Top 100. In den deutschen Jahrescharts 2011 belegte das Album Rang 79.
Als Singles wurden Hände hoch, Poesie Album und Zurück zu Wir veröffentlicht.

## Verkaufszahlen und Auszeichnungen
Im Jahr 2014 erhielt SchwarzWeiss in Deutschland für mehr als 100.000 verkaufte Exemplare eine Goldene Schallplatte.